# Lexicon Vlaamse componisten geboren na 1800

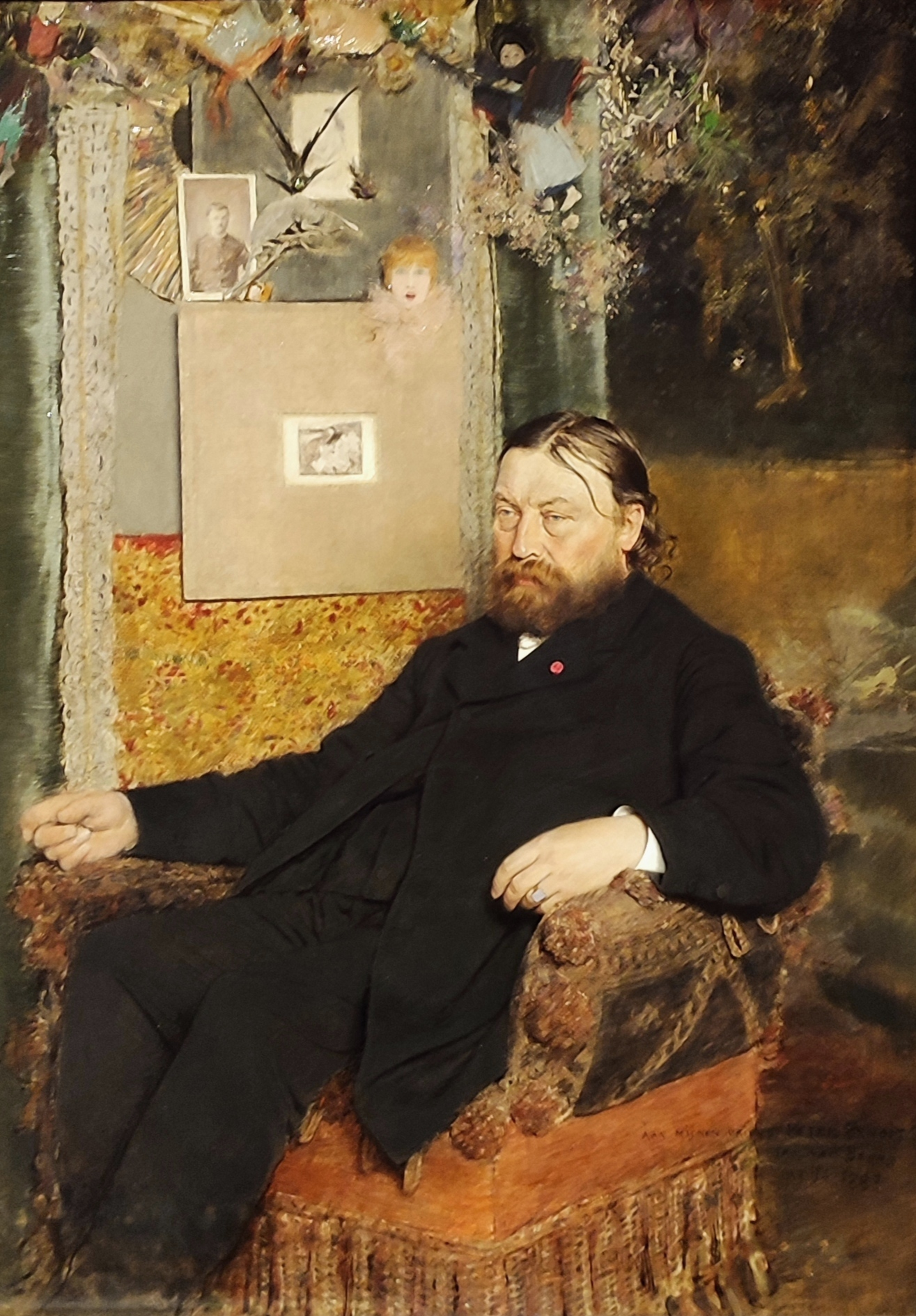
De componist Peter Benoît

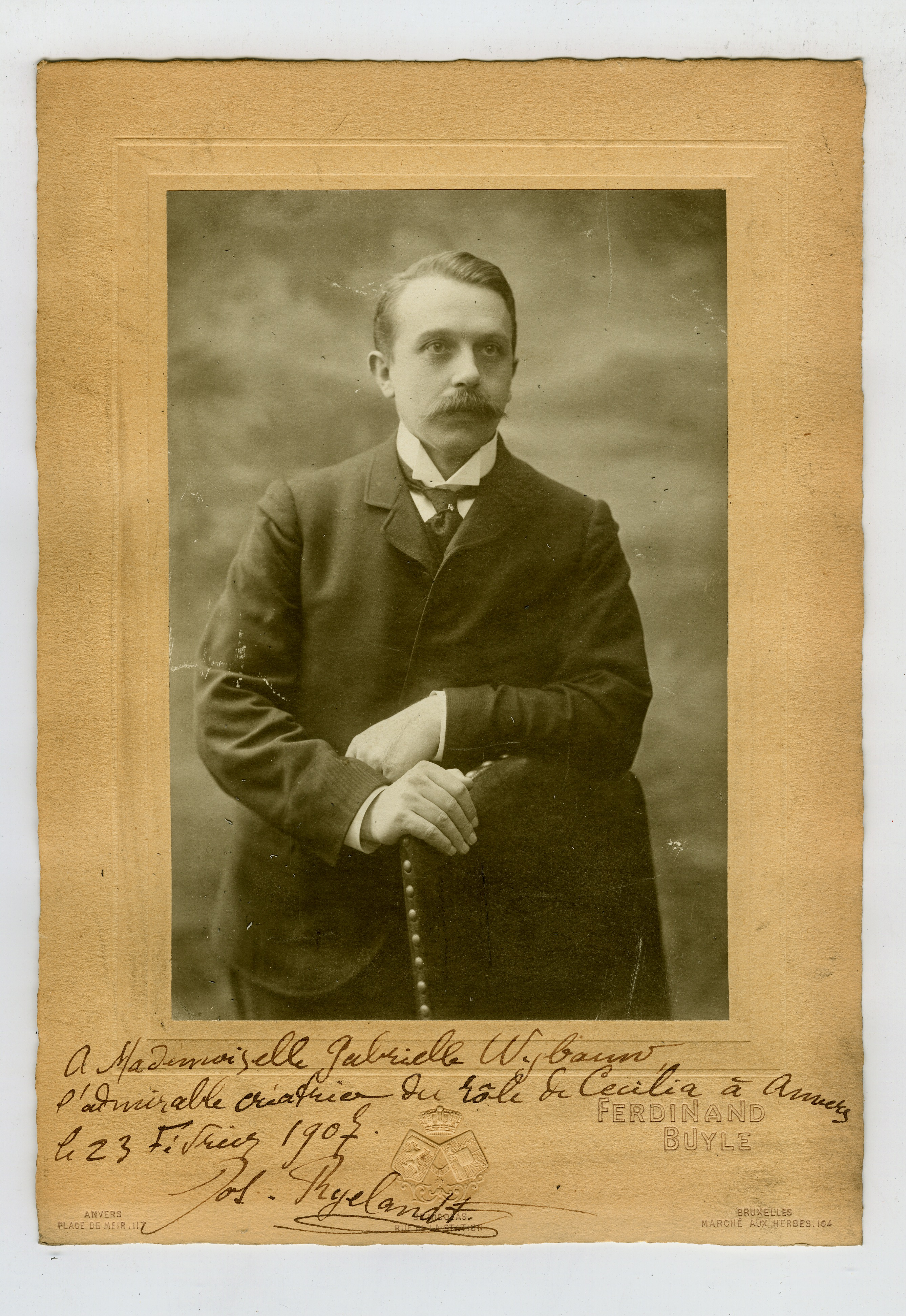
De componist Joseph Ryelandt

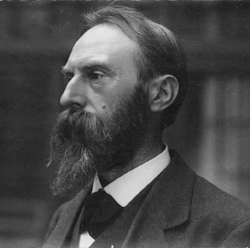
De componist Lodewijk Mortelmans

Lexicon Vlaamse componisten geboren na 1800 is een naslagwerk van de auteur Flavie Roquet, gepubliceerd in 2007. Het behandelt 2100 componisten vanaf de 19e eeuw wier leven verbonden is met Vlaanderen.

## Beschrijving
Het lijvige boek (955 bladzijden; ISBN 978 90 8679 090 6), gepubliceerd door Roularta Books, is het resultaat van de opzoekingen uitgevoerd door Flavie Roquet. In de inleiding vermeldt de auteur de talrijke personen en instellingen die haar hierbij hebben geholpen.
Het Lexicon geeft alfabetisch de informatie weer over 2100 Vlaamse componisten die na 1800 geboren zijn. Naast korte biografische gegevens wordt uitgebreid aandacht besteed aan de muzikale activiteiten van elkeen van hen, meer bepaald aan de composities die op hun naam staan. Elk lemma wordt afgesloten met een beknopte bibliografie.
De gegevens over de bekendste componisten zijn niet noodzakelijk de meest uitgebreide, omdat voor hen kan verwezen worden naar talrijke publicaties. De auteur heeft er zich voornamelijk op toegelegd om zoveel mogelijk de gegevens te verzamelen over minder gekende personen, die vaak in moeilijk bereikbare publicaties verstopt zitten of zelfs nooit zijn gepubliceerd en door haar zijn opgespoord. Waar mogelijk is een portret van de persoon toegevoegd.
Het boek bevat een aantal indexen die het opzoeken kunnen vergemakkelijken, zoals:
- index van de gemeenten waar componisten geboren of gestorven zijn,
- index van jaartallen van geboorte en overlijdens,
- index van vrouwelijke componisten,
- index van componisten geboren of gestorven in het buitenland.

## Flavie Roquet
De auteur van het naslagwerk is Flavie Roquet (Alveringem, 1954), die in Hooglede woont en aan dit werk heel wat jaren van intens opzoekingswerk heeft gewijd. Ze deed studies tot verpleegster en is actief in de administratie van de garage van haar echtgenoot. Met een ongewone werkkracht zocht Roquet, volgens getuigenis van de verschillende personaliteiten die het boek voorstelden, alle gegevens op, controleerde ze, ordende ze en maakte ze klaar voor publicatie.

## Plaats in het geheel
Het Lexicon is geen alleenstaand gegeven. Er zijn ook andere naslagwerken gewijd aan Belgische, meer bepaald Vlaamse, componisten, onder meer:
- J. ROBIJNS & M. ZIJLSTRA, Algemene muziek encyclopedie. Deze meerdelige encyclopedie uitgegeven rond 1981 heeft enkel de belangrijkste toondichters opgenomen.
- Karel DE SCHRIJVER, Levende componisten uit Vlaanderen, Leuven, 1954-1955.
- Karel DE SCHRIJVER, Bibliografie der Belgische toonkunstenaars sedert 1800, Leuven, 1958. Hoewel ietwat ruimer, zijn de werken van De Schrijver ook vooral op de belangrijkste componisten toegespitst.
- Thierry LEVAUX (red.), Dictionnaire des compositeurs de Belgique du Moyen-Âge à nos jours, Ed. Art in Belgium, 2006. Dit werk is vollediger, maar het bestrijkt een veel ruimer terrein in tijd en in ruimte. Het is hierdoor ook genoodzaakt geweest een selectie door te voeren.

Het Lexicon door Flavie Roquet bevat alle componisten die konden worden opgespoord en die ofwel in de Vlaamse provincies na 1800 zijn geboren of er een belangrijk deel van hun loopbaan hebben doorgebracht. Door zijn volledigheid is dit werk een unicum.